# Eois dissimilaris
Eois dissimilaris är en fjärilsart som beskrevs av Moore 1887. Eois dissimilaris ingår i släktet Eois och familjen mätare. Inga underarter finns listade i Catalogue of Life.